# Traude Veran

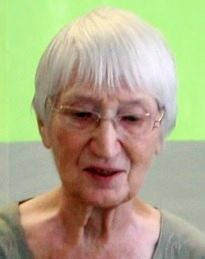
Traude Veran (2018)

Traude Veran (geb. Gertraud Kotrc, gesch. Gertraud Schleichert, * 31. Jänner 1934 in Wien) ist eine österreichische Schriftstellerin.

## Leben
Traude Veran ist gelernte Sozialarbeiterin und promovierte Psychologin (promoviert an der Universität Wien 1960). Sie arbeitete als Erwachsenenbildnerin sowie Animateurin und betätigte sich in der Wissenschaft, unter anderem als Lehrbeauftragte an der Universität Konstanz. Ihr Hauptanliegen im Beruf war die Integration behinderter und benachteiligter Kinder sowie Jugendlicher. Sie war federführend an Entwurf und Erprobung der ersten Integrationsklasse Österreichs 1984 in Oberwart beteiligt, wofür sie mehrere Auszeichnungen erhielt.
Als Schriftstellerin verfasste sie zunächst Fachbücher und nach der Pensionierung mehr als 30 literarische Werke, vor allem Lyrik und Kurzprosa. Sie war auch als Kulturjournalistin und Lektorin, Verlagsmitbegründerin und Übersetzerin tätig. Weiters arbeitete sie an der Rechtschreibreform mit. Ihre Vielseitigkeit manifestierte sich zudem in der Kunstfotografie, bei Autorenlesungen und Performances sowie bei der Gestaltung von Collagen. Weiters betrieb sie lokalhistorische Projekte. Außerdem befasst sie sich mit Haiku-Dichtung.<ref />
Am 24. April 2025 nahm sie im Barocksaal des Alten Rathauses Wien an einer Lesung anlässlich des Welttages des Buches teil. Am 13. und 27. Mai 2025 hielt sie Lichtbildervorträge zum Thema "Johann Strauß, Walzerkönig" im Großen Saal des Hauses Wieden. Derzeit arbeitet sie an einem Band über die Malerin Iutta Waloschek (15.8.1931-2021).

## Mitgliedschaften
- Österreichische Haikugesellschaft (Gründungs- und Ehrenmitglied)
- Deutsche Haiku Gesellschaft e. V.
- Ö.D.A. Österreichische Dialekt Autorinnen Autoren
- Grazer Autorinnen Autorenversammlung

## Auszeichnungen
- 1988: Goldenes Ehrenzeichen für Verdienste um die Republik Österreich
- 1994: Theodor-Körner-Förderpreis
- 1994: Theodor-Kery-Förderpreis
- 1996: Ptakodrák des Forum Petrovice (Tschechische Republik)
- 1997: Hermes-Lyrikpreis Bad Tatzmannsdorf
- 2001: Wilhelm-Zorn-Sonderpreis
- 2002: Wilhelm-Zorn-Preis
- 2012: Ü70-Preis der Hermes-Baby-Stiftung Zürich
- 2021: Wiedner Rosa, Wissenschaftspreis Wien-Wieden

## Publikationen

### Sachbücher
Als Gertraud Schleichert
- Lesen und Rechtschreiben hoffnungslos? Das legasthene Kind in Elternhaus und Schule. Kösel Verlag, München 1973.
- Sprachförderung im Spiel. Für den Förder- und Regelunterricht (= Schulpsychologische Informationen, Heft 3). Landesschulrat für Burgenland, Eisenstadt 1981.
- Kulturelle Förderung im Spiel. Eine Ferienaktion (= Schulpsychologische Informationen, Heft 6). Landesschulrat für Burgenland, Eisenstadt 1982.
- Spielen und Lernen. Gesellschaftsspiele im Unterricht (= Schulpsychologische Informationen, Heft 15). Landesschulrat für Burgenland, Eisenstadt 1987.
- Behinderte und Nichtbehinderte gemeinsam in Schulen. Integrierte Klasse in Oberwart. Dokumente aus acht Jahren Schulversuch. Österreichischer Studien Verlag, Innsbruck 1993.

 Übersetzungen 
- Dean E. Wooldridge: Mechanik der Gehirnvorgänge (The Machinery of the Brain). R. Oldenbourg, Wien/München 1963.
- Dean E. Wooldridge: Mechanik der Lebensvorgänge (The Machinery of Life) R. Oldenbourg, Wien/München 1965.
- Lebenslauf und Lebensziele. Studien in humanistisch-psychologischer Sicht. Hrsg. Charlotte Bühler und Fred Massarik. (The Course of Human Life., ed. Charlotte Bühler and Fred Massarik.) Gustav Fischer Verlag, Stuttgart 1969.

 Als Traude Veran 
- (Hrsg.): Integration von hörgeschädigten Kindern in Regelschulen (= Schulpsychologische Informationen, Heft 24). Landesschulrat für Burgenland, Eisenstadt 1999.
- Das steinerne Archiv: Der Wiener jüdische Friedhof in der Rossau. Mandelbaum Verlag, Wien 2002; 2. Auflage 2006.
- Erfolg auf Schienen. 100 Jahre Werkstätte für Eisenbahnfahrzeuge Wien-Inzersdorf. Eigenverlag Rail Services International Austria, Wien 2005.
- Berta Pichl. Eine Frau zwischen den Zeiten. In: Soziales Kapital. 8 (2012), Abschnitt: Geschichte der Sozialarbeit; Verlagshaus Hernals, Wien 2020.
- Phorusgasse 8. Beobachtungen von gegenüber. Geschichte einer Baustelle. Sonderdruck der ÖHG, Wien 2020.

### Literarische Werke
Als Gertraud Schleichert
- Pendlerlieder. Gedichte aus dem Burgenland. Mit Federzeichnungen von Hermann Serient. Edition Doppelpunkt, Wien 1993.
- Efeublüten. Gedichte über die Liebe 1953–1993. Mit Federzeichnungen von Ingrid Kerzina. Edition Doppelpunkt, Wien 1994.
- Letternfilter. Gedichte aus Namensanagrammen von Gran Mama. Reihe „Ausser der Reihe“, Edition Doppelpunkt, Wien 1994.
- zwischen den lichtern. Gedichte. Mit Federzeichnungen von iutta maria Waloschek. Edition Doppelpunkt, Wien 1996.
- unART. lyrische Spielereien und formale Versuche. Reihe Ausser der Reihe, Edition Doppelpunkt, Wien 1996.
- manche wollen immer wieder kommen. Gedichte über Menschen und Orte. Mit Federzeichnungen von Jutta Maria Waloschek. Edition Doppelpunkt, Wien 1996. Někteří chtějí vždy znovu přijít. (Auswahl aus manche wollen immer wieder kommen.) Ins Tschechische übersetzt von Stanislav Struhar. Prag 2009.
- standART. Collagen aus der Tageszeitung „Der Standard“. 30 Tagesseiten. Reihe „Ausser der Reihe“, Edition Doppelpunkt, Wien 1996.
- Raabsommer. Texte und Fotos aus Neumarkt an der Raab. In memoriam Feri Zotter 1923–1987. lesedition, Wien 1997.
- Behinderte und Nichtbehinderte gemeinsam in Schulen. Videofilm. Drehbuch und Regie: Gertraud Schleichert. BUNGIS, Markt Allhau 1976

 Als Traude Veran 
- Krumauer Begegnungen / Krumlovská setkání. Stadt zwischen Vergangenheit und Zukunft / Město mezi minulostí a budoucností. Zweisprachig deutsch / tschechisch (Übersetzung I. Kunderová, M. Růžička, D. Urbanová.) Mit Fotos der Autorin. Společenské nakladatelství, Brno 1996.
- Cindy. Erinnerungen an einen Hund. Fotos und Zeichnungen. Lesedition, Wien 1997.
- So gern ich Wien hab – an sich. Wiener Klangfarben. Mit Federzeichnungen von Hermann Serient. Edition Doppelpunkt, Wien 1997.
- Mein Gott Österreich. Politische Lyrik. Edition Doppelpunkt, Wien 1998
- Vertrackte Kontakte. Limericks von Traude Veran und gezeichnete Kontaktanzeigen von Hermann Serient. Uhudla Edition, Wien 1998.
- Gegenstimme. Politische Lyrik. Edition Doppelpunkt, Wien 1999.
- digital. Grafische Lösungen für knifflige Fragen. Visuelle Poesie. Reihe Außer der Reihe, Edition Doppelpunkt, Wien 1999.
- Regeninsel. Winter in Madeira. Ein Tagebuch mit Fotos der Autorin. Edition Doppelpunkt, Wien 2000.
- mit Traude Kossatz: Bohne, Melone, Zitrone. Ein Schau-, Quatsch-, Lach- und Nachdenkbuch für Kinder ab fünf von Traude Veran (Texte) und Traude Kossatz (Figuren). Fotos aus dem Figurentheater Lilarum. Edition Doppelpunkt, Wien 2001.
- Gras gesät auf den Asphalt. Gedichte aus dem Berufsleben. Cornelia-Goethe-Verlag, Frankfurt am Main 2005.
- Primzahlverse. Haiku-ähnliche Texte. Zwiebelzwerg Verlag, Willebadessen 2012.
- Gedanken Reisen. Haibun. Mit Zeichnungen von Neyah Selva, Verlagshaus Hernals, Wien 2017.
- Bashôs kleiner Freund. Gedanken und Haiku zum berühmten Froschgedicht. Rotkiefer Verlag, Berlin 2021. ISBN 978-3-949029-09-7
- Der kleine Mistpilz. Gedankensprünge. Illustr. Birgit Rakette. 79 S. Rotkiefer Verlag, Berlin 2022.
- Was bleibt. Eine poetische Zeitreise. Autobiografische Texte. 43 S. Selbstverlag, Wien 2022.
- Haiku schreiben. Ein Weg, der nie endet. Essays und Haiku. 264 S. Rotkiefer Verlag, Berlin 2023.
- Das chinesische Jahr. Eine Nachdichtung. Kalligrafie Yu Feng. 30 S. Sonderdruck der Öst. Haikugesellschaft, Wien 2023.
- Regenlicht. Haiku und Ähnliches 2020–2023. 20 S. Sonderdruck der ÖHG, Wien 2023.
- Windböen und Schattenkühle. Haiga und TanRenga mit Claudia Brefeld. Rotkiefer Verlag, Berlin 2024.
- Heft 1: Das ABC tut niemand weh. ABC-Gedichte. Sonderdruck der ÖHG, Wien 2024.
- Heft 2: Vom Rüttelscheich im Schüttelreich. Schüttelreime. Sonderdruck der ÖHG, Wien 2024.
- Heft 3: Wer Limericks wählt, hat nix verfehlt. Limericks. Sonderdruck der ÖHG, Wien 2024.
- Ein Kind vom Alsergrund. Videofilm von und mit Traude Veran, Tobias Macke und Raphaël Besnier. Film ab! Productions, Wien 2011

### Übersetzungen
- Obiora C-Ik Ofoedu: Geistauge. Auswahl von Gedichten aus The Mind’s Eye. Übersetzung aus dem nigerianischen Englisch. Czernin Verlag, Wien 2000.
- Aleksandra Eraković-Pavlićević: Emilija Herak. Gedichte, zweisprachig montenegrinisch / deutsch. Belgrad 2001.
- Pitt Büerken: Pättkesfahrt. Radln auf Wegaln. Dem Münsteraner Platt nachempfunden, im Wiener Dialekt. Sonderdruck der ÖHG, Wien 2022.

### Hörbuch
- Ich rede in den Zungen der Sprachlosen. Sprach-CD. edition lex liszt 12, Oberwart 2019.